# San Francisco del Monte (comuna)
San Francisco del Monte fue una de las comunas que integró el antiguo departamento de Melipilla, en la provincia de Santiago.
En 1907, de acuerdo al censo de ese año, la comuna tenía una población de 4868 habitantes. Su territorio fue organizado por decreto del 22 de diciembre de 1891, a partir del territorio de la subdelegación 2.° El Monte.

## Historia
La comuna fue creada por decreto del 22 de diciembre de 1891, con el territorio de la subdelegación 2.° El Monte.
Esta comuna fue suprimida mediante el Decreto con Fuerza de Ley N.º 8.583 del 30 de diciembre de 1927, dictado por el presidente Carlos Ibáñez del Campo como parte de una reforma político-administrativa, anexando su territorio a la comuna de El Monte. La supresión se hizo efectiva a contar del 1 de febrero de 1928.